# Saltmyran

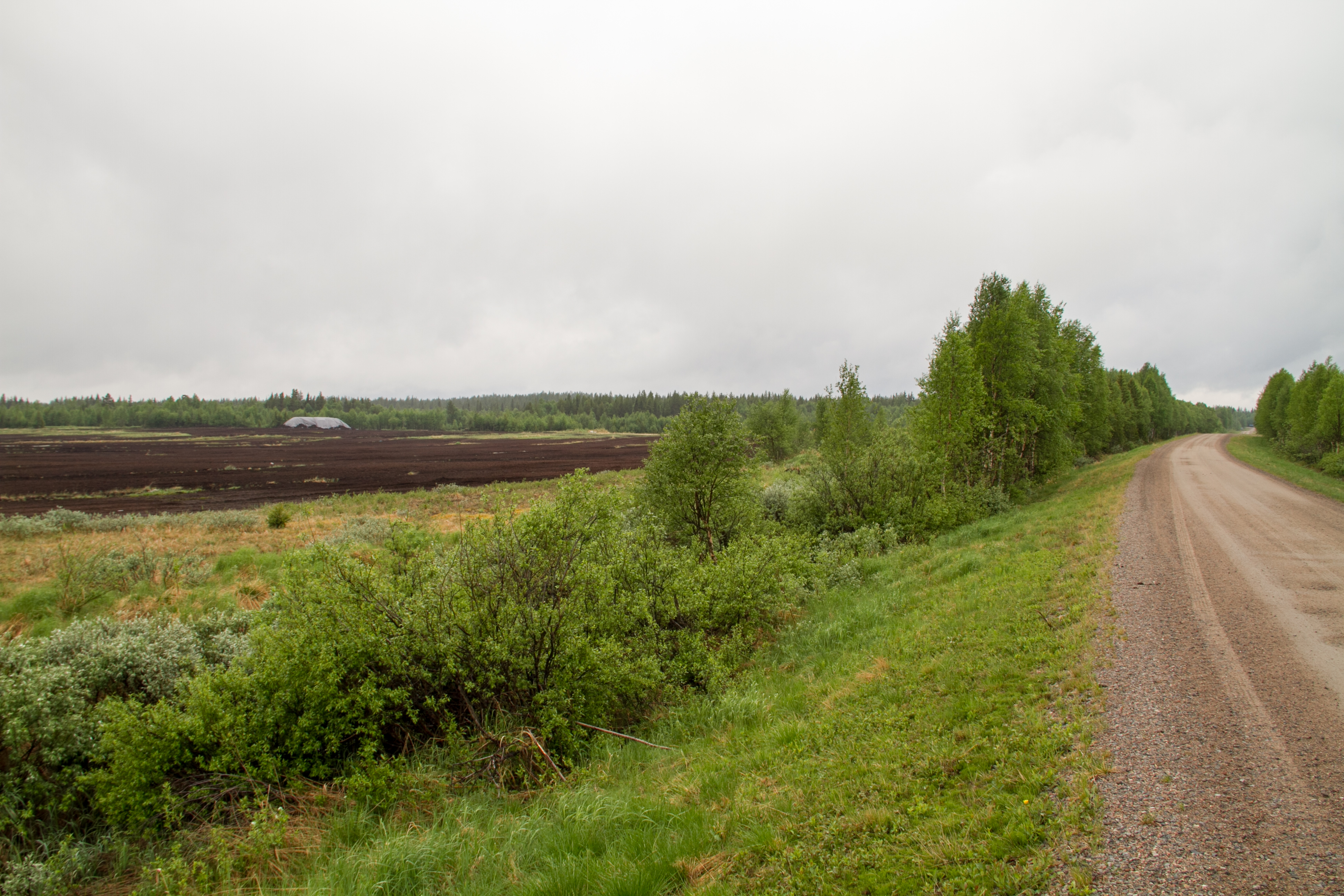

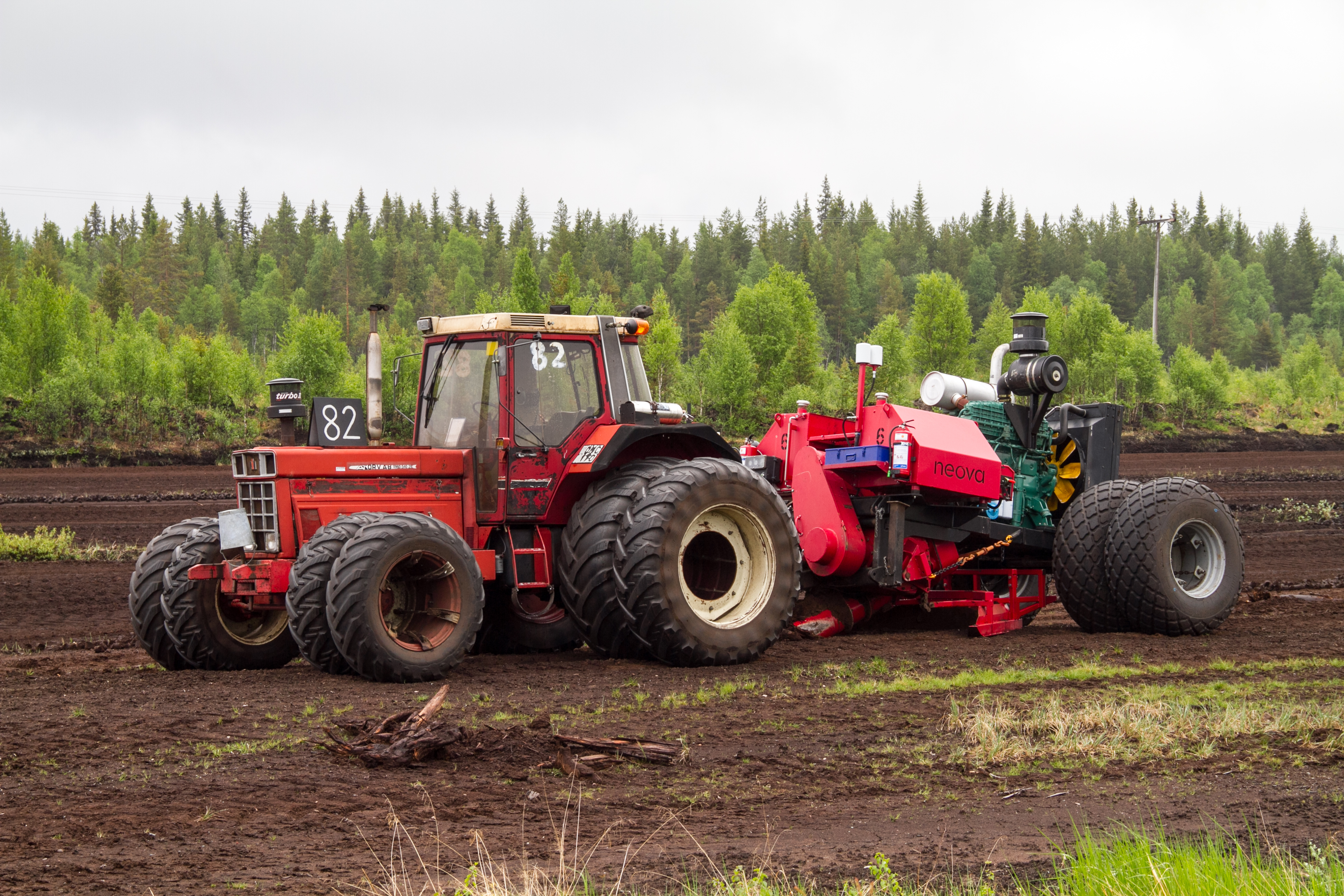

Saltmyran, ett ca 100 ha stort myrområde, tillika gammal järnvägsanhalt 24 kilometer öster om Arvidsjaur, mellan Abborrträsk och Glommersträsk, i Arvidsjaur kommun, Norrbottens län.
Området är bebott av fem fasta hushåll och ett antal fritidshus. Myren används till en del som torvtäkt. Genom området går den numera nedlagda järnvägslinjen Jörn-Arvidsjaur (tvärbanan). I norr passerar länsväg 373.